# Lattakjaure (Jokkmokks socken, Lappland, 740528-161219)
Lattakjaure är en sjö i Jokkmokks kommun i Lappland och ingår i Luleälvens huvudavrinningsområde. Sjön har en area på 0,408 kvadratkilometer och ligger 597,2 meter över havet. Lattakjaure ligger i Pärlälvens fjällurskog Natura 2000-område. Sjön avvattnas av vattendraget Lattajåkkåtj.

## Delavrinningsområde
Lattakjaure ingår i det delavrinningsområde (740687-161003) som SMHI kallar för Mynnar i Karatj. Medelhöjden är 645 meter över havet och ytan är 16,93 kvadratkilometer. Det finns inga avrinningsområden uppströms utan avrinningsområdet är högsta punkten. Lattajåkkåtj som avvattnar avrinningsområdet har biflödesordning 4, vilket innebär att vattnet flödar genom totalt 4 vattendrag innan det når havet efter 279 kilometer. Avrinningsområdet består mestadels av skog (77 procent) och kalfjäll (18 procent). Avrinningsområdet har 0,42 kvadratkilometer vattenytor vilket ger det en sjöprocent på 2,5 procent.